# Публій Муцій Сцевола (консул 175 року до н. е.)
Публій Муцій Сцевола (лат. Publius Mucius Scaevola; ? — після 169 до н. е.) — політичний, державний та військовий діяч Римської республіки, консул 175 року до н. е.

## Життєпис
Походив з впливового плебейського роду Муціїв. Син Квінта Муція Сцеволи, претора 215 року до н. е. Про молоді роки немає відомостей. 
У 179 році до н. е. його обрано міським претором. На цій посаді розглядав справу про численні отруєння знатних громадян.
У 175 році до н. е. обрано консулом разом з Марком Емілієм Лепідом. Під час своєї каденції звільнив від облоги лігурами міста Луна та Піза. Після цього завдав рішучої поразки ворогові. За це отримав від римського сенату право на тріумф.
У 169 році до н. е. Публій Муцій Сцевола висунув свою кандидатуру на посаду цензора, проте програв вибори. Про подальшу його долю згадок немає.

## Родина
- Публій Муцій Сцевола, великий понтифік, консул 133 року до н. е.
- Публій Ліциній Красс Муціан, великий понтифік, консул 131 року до н. е.